# Darguina
Darguina là một đô thị thuộc tỉnh Béjaïa, Algérie. Dân số thời điểm năm 2002 là 13.174 người.